# Benita Fitzgerald-Brown
Benita Fitzgerald-Brown (Estados Unidos, 6 de julio de 1961) es una atleta estadounidense retirada, especializada en la prueba de 100 m vallas en la que llegó a ser campeona olímpica en 1984.

## Carrera deportiva
En los JJ. OO. de Los Ángeles 1984 ganó la medalla de oro en los 100 metros vallas, con un tiempo de 12.84 segundos, por delante de la británica Shirley Strong y la francesa Michèle Chardonnet y estadounidense Kim Turner, estas dos últimas empatadas con el bronce.